# Chimarra dominicana
Chimarra dominicana är en nattsländeart som beskrevs av Oliver S. Flint Jr. 1968. Chimarra dominicana ingår i släktet Chimarra och familjen stengömmenattsländor. Inga underarter finns listade i Catalogue of Life.